# Avanduse
Avanduse är en ort i Estland. Den ligger i Väike-Maarja kommun och landskapet Lääne-Virumaa, i den centrala delen av landet, 100 km öster om huvudstaden Tallinn. Avanduse ligger 106 meter över havet och antalet invånare är 113.
Terrängen runt Avanduse är platt, och sluttar söderut. Runt Avanduse är det mycket glesbefolkat, med 5 invånare per kvadratkilometer. Närmaste större samhälle är Väike-Maarja, 12,7 km nordväst om Avanduse. Trakten runt Avanduse består till största delen av jordbruksmark.